# Ожиганов, Александр Фёдорович
Алекса́ндр Фёдорович Ожига́нов (2 октября 1944, Одесса — 5 марта 2019, Москва) — русский поэт, литературный критик.

## Биография
Вскоре после рождения сына родители Александра Ожиганова развелись, и мать — Валентина Петровна Уварова — вернулась с ребёнком в Молдавию. Рос в детдомах, где работала его мать, в различных посёлках Молдавии, затем на родине матери в Бендерах, где окончил школу. Учился на филологическом факультете Кишинёвского университета, затем на философском факультете Ленинградского университета.
В конце 1950-х — начале 1960-х годов посещал литературный кружок Рудольфа Ольшевского при редакции кишинёвской газеты «Молодёжь Молдавии», одновременно с Борисом Викторовым, Александром Бродским, Виктором Панэ (род. 1954) и другими известными в будущем местными литераторами. Работал кочегаром.
В 1967—1978 годах жил в основном в Ленинграде, принимал активное участие в неподцензурной литературной жизни, публиковался в самиздатских журналах «Часы», «37» и др.
В 1978—1998 годах в Самаре, где публиковался в вестнике современного искусства «Цирк Олимп» (гл. редактор — Сергей Лейбград), с 1998 года в Москве. Первая «официальная» публикация — в 1992 году в журнале «Волга». Изданы три книги стихов. Ожиганову принадлежит также несколько критико-аналитических статей о поэзии.

## Труды
- Трещотка: Избранные стихотворения 1960—70-х гг. — М.: АРГО-РИСК; Тверь: Колонна, 2002.
- Ящеро-речь: Поэмы. — М.: АРГО-РИСК; Тверь: Колонна, 2005.
- Утро в полях. Девятая книга Архивная копия от 24 июня 2016 на Wayback Machine. — Самара: Цирк Олимп+TV, 2012. — 80 с. (Поэтическая серия «ЦО+TV»)
- Шестикнижие: Поэмы. — М.: Пальмира: Т8 Rugram; Серия: Часть речи;  2021.